# Susan Waddington
Pour les articles homonymes, voir Waddington.
Susan A. Waddington, née le 23 août 1944 dans le Norfolk, est une femme politique britannique.
Membre du Parti travailliste, elle est députée européenne de 1994 à 1999. 